# Yvonne Suddick
Yvonne Suddick ist eine ehemalige britische Eiskunstläuferin, die im Eistanz startete.
Ihr erster Eistanzpartner war Roger Kennerson. Mit ihm zusammen nahm sie im Zeitraum von 1964 bis 1966 an Welt- und Europameisterschaften teil. Bei Europameisterschaften gewannen Suddick und Kennerson 1964 und 1965 die Bronzemedaille und 1966 die Silbermedaille. Bei Weltmeisterschaften war ihr bestes Ergebnis der vierte Platz, den sie 1964 und 1966 belegten.
Mit ihrem zweiten Eistanzpartner Malcolm Cannon gewann sie bei den Europameisterschaften 1967 und 1968 die Silbermedaille. Bei der Weltmeisterschaft 1967 errangen Suddick und Cannon die Bronzemedaille. 1968 in Genf wurden sie Vize-Weltmeister hinter ihren Landsleuten Diane Towler und Bernard Ford.

## Ergebnisse

### Eistanz
(1964 bis einschließlich 1966 mit Roger Kennerson, dann mit Malcolm Cannon)
| Wettbewerb / Jahr         | 1964 | 1965 | 1966 | 1967 | 1968 |
| ------------------------- | ---- | ---- | ---- | ---- | ---- |
| Weltmeisterschaften       | 4.   | 6.   | 4.   | 3.   | 2.   |
| Europameisterschaften     | 3.   | 3.   | 2.   | 2.   | 2.   |
| Britische Meisterschaften |      | 2.   | 2.   | 2.   | 2.   |